# Boroduli
Boroduli (en rus: Бородули) és un poble del krai de Perm, a Rússia, que en el cens del 2010 tenia 476 habitants.